# Eike - Tudo ou Nada
Eike - Tudo ou Nada é um filme dramático e policial brasileiro dirigido por Andradina Azevedo e Dida Andrade e lançado em 22 de setembro de 2022 nos cinemas brasileiros. O longa narra a história do empresário Eike Batista, O brasileiro que chegou ao oitavo lugar na lista Forbes dos mais ricos do planeta.
O filmes é protagonizado por Nelson Freitas, Thelmo Fernandes, Xando Graça, Marcelo Valle e Juliana Alves. 

## Sinopse
No ano de 2006, quando a economia brasileira deslanchava por causa do pré-sal, Eike Batista decide criar a petroleira OGX e contrata os melhores homens da Petrobras para participar do leilão do pré-sal. Mas os planos megalomaníacos e uma série de decisões e alianças equivocadas fazem seu império ruir de forma tão espetacular quanto havia crescido. E o Brasil assiste, perplexo, à queda de Eike, que perde toda sua fortuna, poder e prestígio. 

## Elenco
- Nelson Freitas como Eike Batista
- Carol Castro como Luma de Oliveira
- Thelmo Fernandes como Benigno
- Xando Graça como Dr. Oil
- Marcelo Valle como Laerte
- Juliana Alves como Zita
- Isabel Fillardis como Carol
- Bukassa Kabengele como Kopas
- Jonas Bloch como Tonico
- Lipy Adler como Nelson
- André Mattos como Governador Sobral
- Carol Melgaço como Irene
- Natália Coutinho como Nicole